# Єгудін Володимир Ілліч
Єгудін Володимир Ілліч (нар. 8 червня 1944, смт Красногвардійське, Кримська область — 9 січня 2011)  — начальник Державної податкової інспекції в місті Сімферополі, Народний депутат України 2-го скликання.

## Життєпис
Народився 8 червня 1944 року (смт Красногвардійське, Кримська область) в родині службовців; єврей.
Освіта: Кримський сільськогосподарський інститут (1961—1966), вчений, агроном.
Народний депутат України 2 скликання — з липня 1994 (1-й тур) до квітня 1998, Красногвардійський виборчий округ N 39 Республіки Крим, висунутий виборцями. Голова підкомітету з питань приватизації в агропромисловому комплексі Комітету з питань АПК, земельних ресурсів і соціального розвитку села. Член групи «Відродження та розвиток агропромислового комплексу України» (до цього — член групи «Аграрники України»). На час виборів: голова Асоціації овочівників Криму.
- 1966—1970 — помічник головного винороба, головний винороб, колгосп «Дружба народів» Красногвардійського району.
- З 1970 — директор, радгосп «Урожайний» Сімферопольського району, з 1980 — директор, радгосп «Гвардійський» Сімферопольського району.
- З 1984 — керівник об'єднання «Кримплодовочегосп», з 1986 — заступник голови агропромислового комітету Кримської області і в.о. керівника об'єднання «Кримплодоовоч», згодом генеральний директор агропромислового комбінату «Крим».
- 03.1993 — голова державного агропромислового комітету при РМ Автономної Республіки Крим.
- 09.1993-04.1994 — міністр сільського господарства і продовольства КМ Автономної Республіки Крим.

Потім — голова правління, ВАТ "Республіканська гуртово-роздрібна база «Крим».
З 1989 — керівник, Асоціація овочівників Криму.
Орден «Знак Пошани» (1978). Заслужений працівник сільського господарства України (11.1997).
Помер 9.01.2011.